# Styela
Styela är ett släkte av sjöpungar som beskrevs av Fleming 1822. Styela ingår i familjen Styelidae.

## Dottertaxa tillStyela, i alfabetisk ordning[1][2]
- Styela angularis
- Styela aomori
- Styela atlantica
- Styela barnharti
- Styela bathybia
- Styela bicolor
- Styela brevigaster
- Styela calva
- Styela canopus
- Styela chaini
- Styela changa
- Styela charcoti
- Styela clara
- Styela clava
- Styela clavata
- Styela coriacea
- Styela crinita
- Styela gagetyleri
- Styela gelatinosa
- Styela gibbsii
- Styela glans
- Styela grahami
- Styela hadalis
- Styela kottae
- Styela loculosa
- Styela longiducta
- Styela magalhaensis
- Styela mallei
- Styela materna
- Styela meteoris
- Styela milleri
- Styela montereyensis
- Styela multitentaculata
- Styela nordenskjoldi
- Styela oblonga
- Styela ordinaria
- Styela paessleri
- Styela pfefferi
- Styela plicata
- Styela polypes
- Styela psoliformis
- Styela quidni
- Styela rustica
- Styela schmitti
- Styela sericata
- Styela serpentina
- Styela similis
- Styela squamosa
- Styela suluensis
- Styela talpina
- Styela tenuibranchia
- Styela theeli
- Styela tholiformis
- Styela tokiokai
- Styela truncata
- Styela wandeli
- Styela yakutatensis